# Katensen (Uetze)
Katensen ist eine Ortschaft der Gemeinde Uetze in der niedersächsischen Region Hannover.

## Geografie
Katensen befindet sich etwa 30 km östlich von Hannover.

## Geschichte
Katensen wurde 1265 erstmals urkundlich erwähnt.
Katensen wurde früher oft als Muckstadt oder Klein Muckstadt bezeichnet. Sei het uppemucket, wie es plattdeutsch heißt („sie haben aufgemuckt“), weil Weide- und Ackerflächen der Katenser Flur nach der Neuverteilung um 1850 von Bauern aus der Nachbarschaft genutzt wurden. Ein weiterer Grund für Streitigkeiten seien die Holzungsrechte im Catenser Bruch an der Fuhse und die Jagd im Entensumpf gewesen.
Um 1700 hatte der Ort ein Schulhaus und zwei Hirtenhäuser. 1852 wurde die heutige Hauptstraße als Feldweg angelegt. Erst 1958 wurde sie asphaltiert.
Im Jahr 1881 wurde eine Handdruckspritze angeschafft. 1909 wurde die Friedenseiche gepflanzt, und die neue Schule wurde 1912 gebaut. Von 1923 bis 1927 wurde in Katensen, damals übrigens noch „Catensen“ geschrieben, nach Öl gebohrt. Erst seit 1934 wird der Ortsname „Katensen“ geschrieben.
Im April 2014 entdeckten Jäger bei Katensen Spuren eines Wolfes. Das Tier, bei dem es sich wahrscheinlich um einen Einzelgänger auf Durchreise handelt, war zuvor bereits von einem LKW-Fahrer gesehen worden.

### Eingemeindungen
Im Zuge der Gebietsreform in Niedersachsen, die am 1. März 1974 stattfand, wurde die zuvor selbständige Gemeinde Katensen in die Gemeinde Uetze eingegliedert.

### Einwohnerentwicklung
- 2014: 768 Einwohner[4]
- 2016: 791 Einwohner[1]
- 2017: 789 Einwohner[1]
- 2020: 761 Einwohner[5]
- 2021: 763 Einwohner[6]

## Politik

### Ortsrat
Der Ortsrat von Katensen setzt sich aus einer Ratsfrau und vier Ratsherren folgender Parteien zusammen:
- Freie Wählergemeinschaft Katensen: 5 Sitze

(Stand: Kommunalwahl 12. September 2021)

### Ortsbürgermeister
Ortsbürgermeister ist Olaf Reese (Freie Wählergemeinschaft Katensen).

### Wappen
Das Wappen ist dreigespalten. Es enthält im oberen blauen Feld zwei gekreuzte Sensen (als Hinweis auf Landwirtschaft), darunter quer in einem gelben Feld einen blauen rotbewehrten Braunschweiger Löwen (wegen der Zugehörigkeit zum ehemaligen Braunschweig-Lüneburger Land). Den Abschluss bildet ein nach unten abgerundetes blaues Feld mit einer silbernen altgermanischen Wolfsangel als Erinnerung an die Zugehörigkeit zum Kreis Burgdorf.

## Kultur und Sehenswürdigkeiten

### Fotogalerie

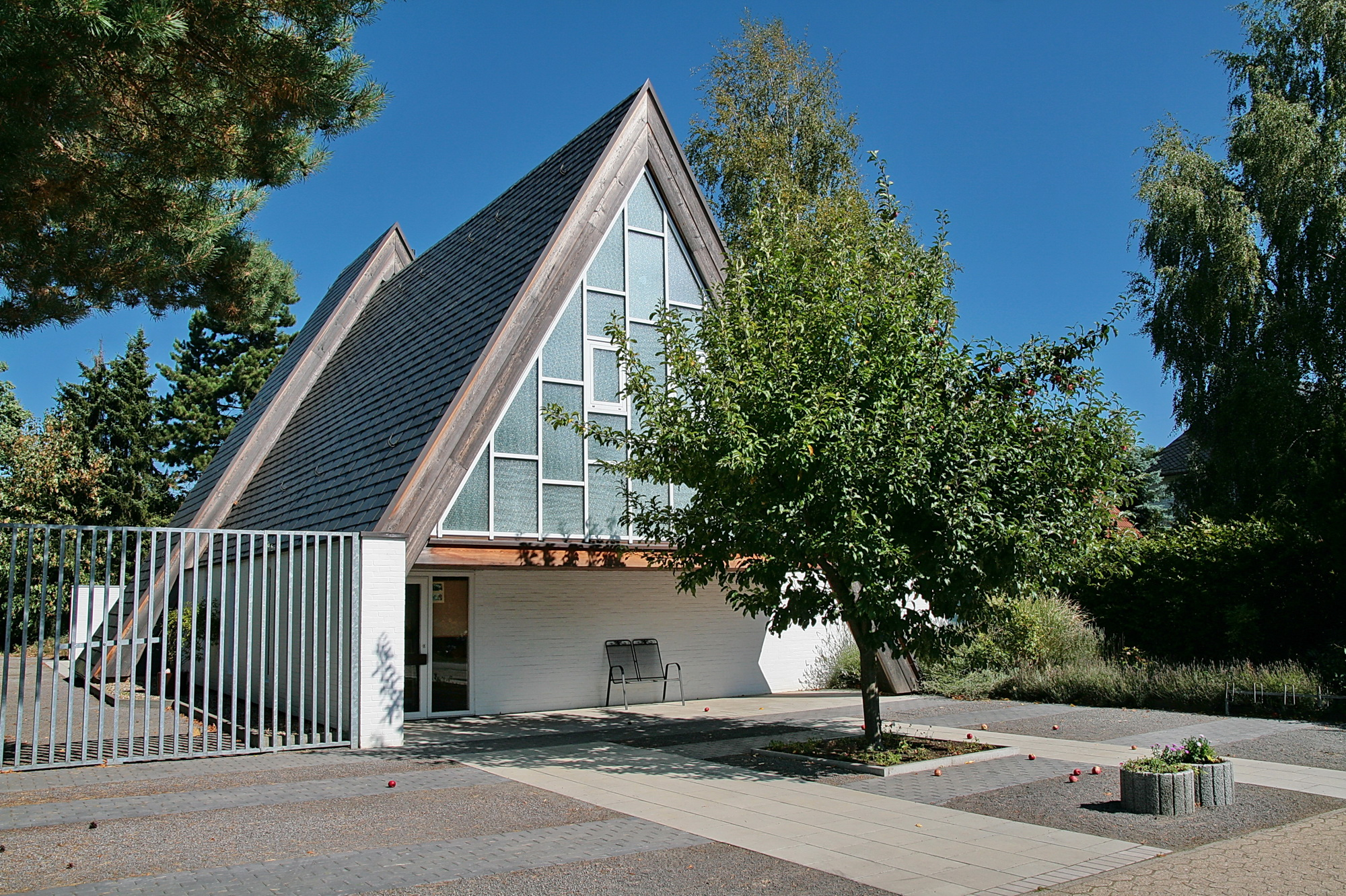
Kapelle am Friedhof
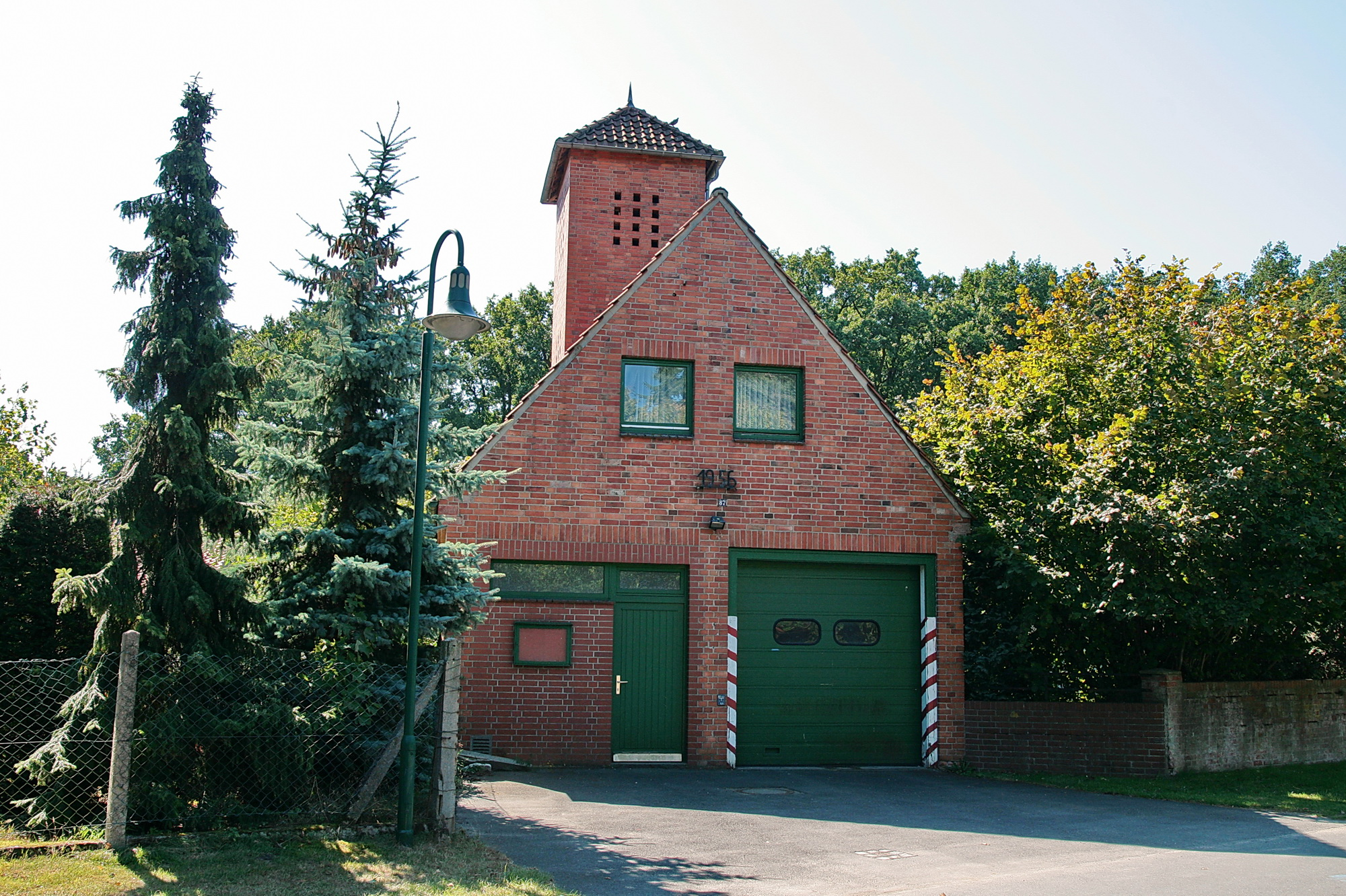
Feuerwehrhaus
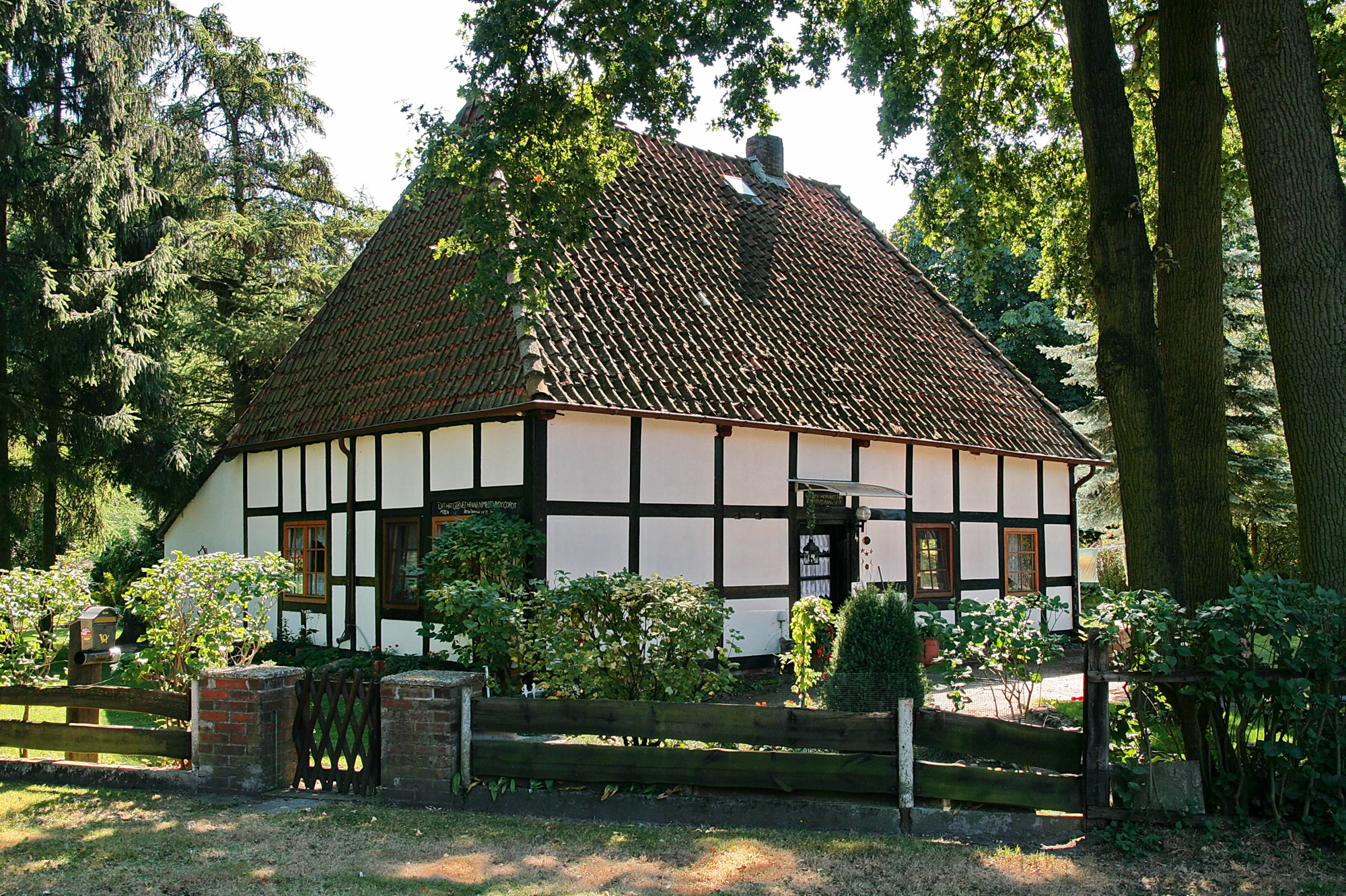
Fachwerkhaus
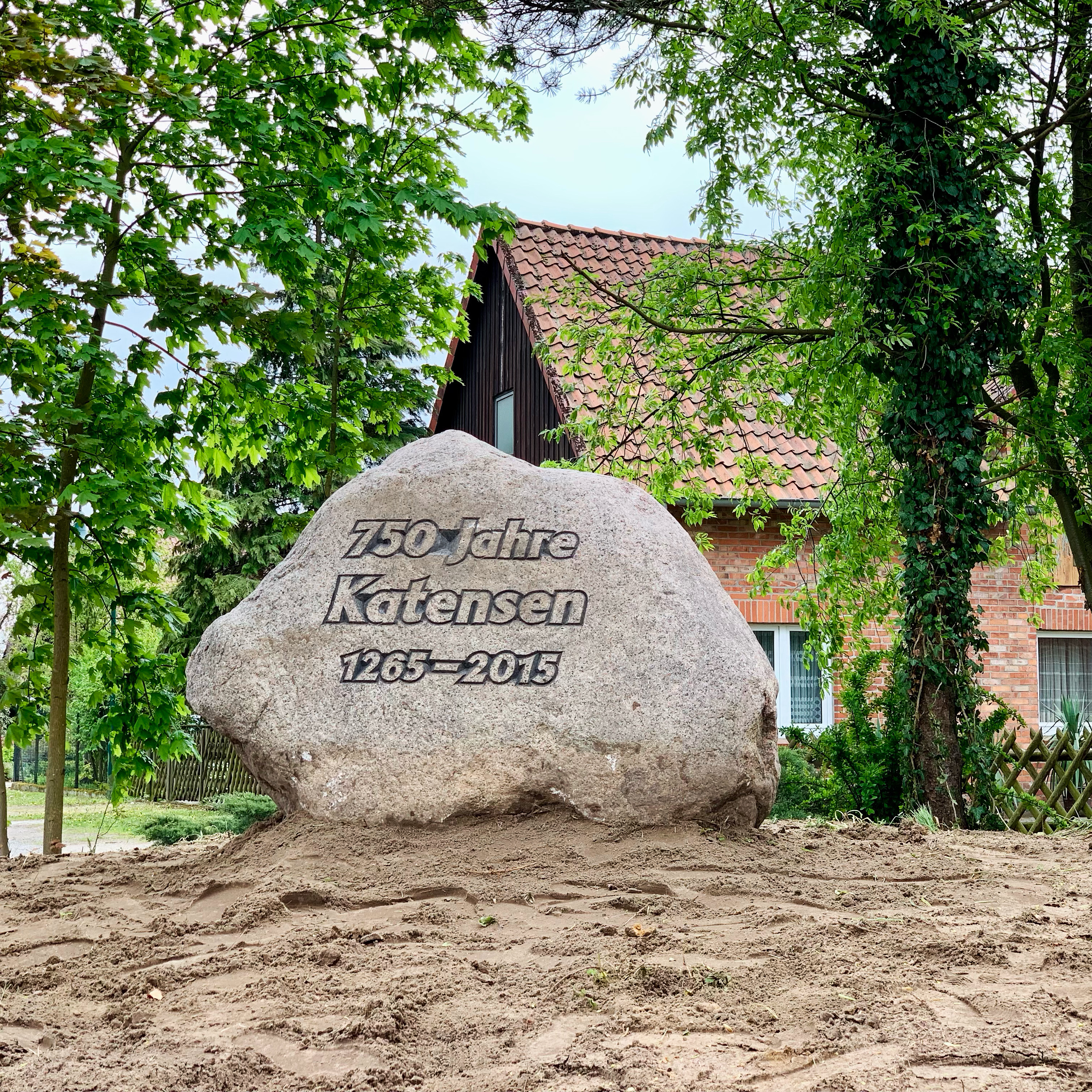
750 Jahre Katensen